# Hex (gioco)
Hex è un gioco da tavolo inventato dal matematico danese Piet Hein nel 1942, e reinventato indipendentemente dal futuro premio Nobel per l'economia statunitense John Nash nel 1948.

## Storia
Il gioco venne presentato per la prima volta da Piet Hein durante una lezione di matematica all'Istituto di Fisica Teorica nel 1942, e il 26 dicembre dello stesso anno il quotidiano Politiken pubblicò un resoconto del gioco, che divenne rapidamente molto popolare sotto il nome di Polygon. Nel 1948 John Nash reinventò il gioco mentre era uno studente di matematica all'Università di Princeton; il gioco divenne rapidamente popolare tra gli studenti di matematica, che lo chiamavano Nash (dal nome del suo inventore) o John dal fatto che veniva giocato sui pavimenti dei bagni, che erano lastricati con piastrelle esagonali.
Nel 1952 la Parker Brothers ne pubblicò una versione commerciale con il nome di Hex, che divenne il nome con cui è generalmente conosciuto.

## Il gioco

Il tavoliere usato in Hex

In una scacchiera romboidale con caselle esagonali, i due giocatori devono disporre le proprie pedine in modo da formare una linea continua tra i due lati opposti del proprio colore (ogni giocatore ha due lati del rombo, non contigui).
La scacchiera può avere varie dimensioni, il gioco solitamente prevede 10×10 o 11×11 caselle, ma secondo quanto raccontato nel libro Il Genio dei Numeri - Storia di John Forbes Nash Jr., Matematico e Folle (titolo originale A Beautiful Mind, dal quale è stato tratto l'omonimo film di Ron Howard con Russell Crowe) di Sylvia Nasar, Nash trovò la configurazione migliore con una scacchiera di 14×14 caselle.
Pur avendo delle regole semplicissime, il gioco è particolarmente articolato, con una ricchezza di strategie e tattiche tipiche di giochi ben più complessi.

## Regole
I giocatori hanno due colori, di solito rosso e blu. Alternatamente pongono una pedina in una casella esagonale della scacchiera. L'obiettivo del giocatore rosso è di formare una linea continua che connetta i due lati rossi della scacchiera, l'obiettivo del giocatore blu è connettere i lati blu.
Per questo gioco, poiché esiste una prova matematica del vantaggio vincente della prima mossa, vige la "Regola della torta". Dopo che il primo giocatore ha effettuato la sua prima mossa, il secondo giocatore può scegliere se continuare con una nuova mossa o appropriarsi della mossa scelta dall'avversario. In questo modo il primo giocatore non cercherà mai un vantaggio eccessivo, dato che il secondo potrebbe scambiare le posizioni.

## Strategia

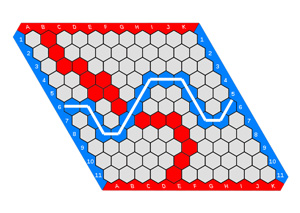
Una partita di Hex vinta dal giocatore blu

Il gioco non può finire con un pareggio: l'unico modo di impedire all'avversario di formare un percorso continuo, è formare un percorso continuo con il proprio colore.
L'argomento non costruttivo del "furto di strategia" prova che il primo giocatore ha una strategia vincente. Siccome Hex è un gioco finito a informazione perfetta che non può finire con un pareggio, uno dei due giocatori ha una strategia vincente. Ogni mossa può solo migliorare la posizione, quindi se il secondo giocatore avesse una strategia vincente, il primo giocatore potrebbe eseguire una mossa a caso e quindi seguire la strategia che avrebbe seguito il secondo. Questo "furto di strategia" porta a dedurre che il primo giocatore vince sempre. In realtà già con la scacchiera 11×11 il numero di mosse è così elevato che non è possibile dare una dimostrazione costruttiva della vittoria del primo giocatore.
Uno dei concetti fondamentali nel gioco è quello di "template", cioè di configurazione che porta a connettere con certezza punti diversi.
Vediamo alcuni esempi:
- una pedina lungo il bordo è connessa al bordo stesso, ma anche una pedina staccata dal bordo di una casella, se non ci sono pedine avversarie, è connessa al bordo, poiché ci sono due possibili scelte per attaccarsi effettivamente; se l'avversario ne occupa una, possiamo alla mossa successiva per utilizzare la strada ancora libera;
- due pedine contigue sono connesse, ma anche due pedine a distanza di una casella, sempre che non ci siano pedine avversarie, sono sempre connettibili. Infatti, la scacchiera esagonale ci dà due strade, se l'avversario ne occupa una, possiamo utilizzare la seconda.